# عروس فرانكنشتاين (فلم)
عروس فرانكنشتاين (بالإنجليزية: Bride of Frankenstein) فيلم دراما، ورعب، وخيال علمي أمريكي لعام 1935، وأول تكملة لفيلم فرانكنشتاين عام 1931. الفيلم من إخراج جيمس ويل وبطولة بوريس كارلوف دور الوحش، وإلسا لانكيستر.
تدور أحداث الفيلم مباشرة بعد نهاية أحداث الفيلم السابق، ويعتمد الفيلم على تفاصيل فرعية من رواية ماري شيلي الأصلية (فرانكنشتاين أو بروميثيوس الحديث) الصادرة عام 1818.
بدأ التحضير لتصوير الجزء الثاني «عروس فرانكنشتاين» بعد وقت قصير من العرض الأول للفيلم الأول، لكن مشاكل السيناريو أخرت المشروع، ليبدأ التصوير الفوتوغرافي الرئيسي في يناير 1935.
أشاد النقاد والجمهور بالفيلم، رغم أنه واجه صعوبات مع بعض مجالس الرقابة الحكومية والوطنية. ازدادت شهرة الفيلم، وأصبح يُعتبر الآن أحد أعظم التكميلات التي تم إنتاجها على الإطلاق؛ ويعتبره العديد من المعجبين والنقاد أنه تحسين على النسخة الأصلية، وقد تم الترحيب به باعتباره تحفة المخرج جيمس ويل. اختارته مكتبة الكونغرس في عام 1998 لحفظه في السجل الوطني للسينما بالولايات المتحدة، باعتباره «مهمًا ثقافيًا أو تاريخيًا أو جماليًا».

## طاقم التمثيل
بوريس كارلوف: في دور الوحش

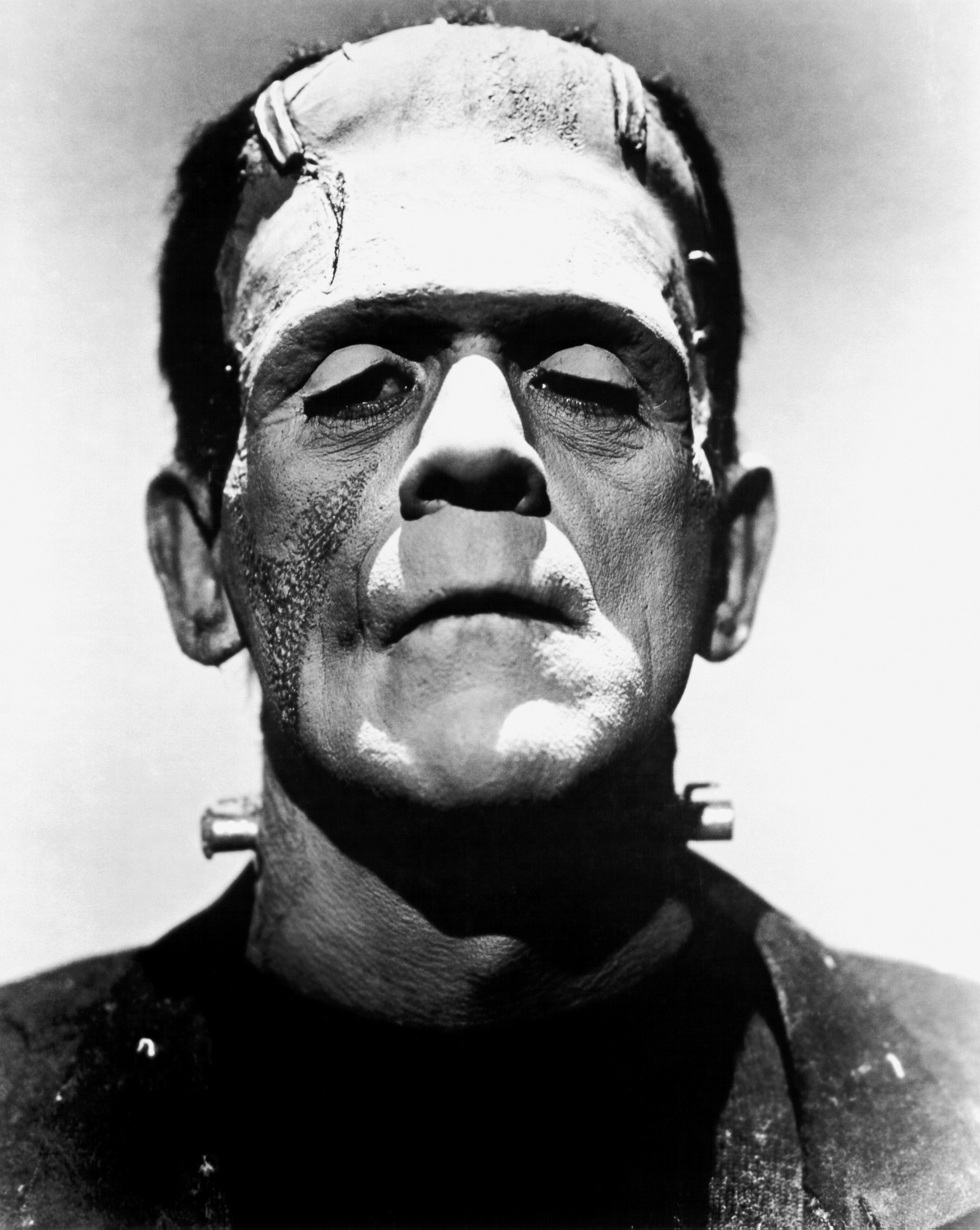
صورة ترويجية لبوريس كارلوف في فيلم "عروس فرانكنشتاين"

كولين كلايف: في دور هنري فرانكنشتاين
فاليري هوبسون: في دور إليزابيث فرانكنشتاين
إرنست ثيسيجر: في دور دكتور بريتوريوس
إلسا لانشيستر: في دور ماري ولستونكرافت شيلي وعروس الوحش
جافين جوردون: في دور اللورد بايرون
دوغلاس والتون: في دور بيرسي بيش شيلي
أونا أوكونور: في دور ميني
إي إي كلايف: في دور بورغوماستر
لوسيان بريفال: في دور خادم فرانكنشتاين
اوه بي هيجي: في دور الناسك
دوايت فري: في دور كارل (أتباع بريتوريوس)
تيد بيلينغز: في دور لودفيج (أتباع بريتوريوس)
ريجينالد بارلو: في دور هانز (والد الفتاة المقتولة ماريا)
ماري جوردون: في دور زوجة هانز
آن دارلينج: في دور الراعية
جونيس ديفيس: في دور العم جلوتز
والتر برينان: في دور فلاح
جون كارادين: في دور صياد

## ملخص أحداث الفيلم
تجتمع ماري شيلي وزوجها بيرسي بيش شيلي وصديقهم اللورد بايرون في إحدى الليالي العاصفة في صالونهم الفاخر المريح، وهم يناقشون كتاب ماري الذي لم يُنشر بعد، فرانكنشتاين، وما يعتقد بيرسي أنه نهايته المفاجئة. تخبرهم ماري أن الكتاب ليس نهاية القصة التي بدأت ترويها... لم يموت الدكتور هنري فرانكنشتاين على يد وحشه، ولم يهلك وحشه في النار كما كان يعتقد في البداية. يتعافى هنري في المنزل مع زوجته الجديدة إليزابيث، ويزوره زميله السابق الدكتور بريتوريوس، الذي يحاول ابتزاز هنري بطرق مختلفة لمواصلة عمله في خلق الحياة بالشراكة معه، حيث كان بريتوريوس يجري تجاربه الخاصة المماثلة. كانت أساليب بريتوريوس مختلفة، فقد خلق الحياة باستخدام البذور لزراعة البشر، وكانت النتائج مختلفة. يعتقد الدكتور بريتوريوس أن تعاونهم يمكن أن يستخدم أفضل ما في كلا المشروعين. كان الهدف النهائي لبريتوريوس هو خلق امرأة حتى يتمكن وحش فرانكشتاين وهذه المرأة من الإنجاب لتشكيل جنس جديد. حتى لو كان قادرًا على الضغط على هنري للعمل معه، فإن لديهم بعض العقبات. الأول هو أن الوحش قد هرب، وخرجت السلطات والحراس لتدميره، والثاني هو أنه كلما طالت مدة بقاء الوحش في العالم، زاد خبرته وتعلمه، مما يمنحه عقلًا خاصًا به، وثالثًا، مما قد يكون بريتوريوس وهنري غير مدركين له، فإن الوحش وخلقه الأنثوي الجديد كإنسان قد يزودهم بسمات بشرية والتي تعتبر عاملًا في الاقتران البشري في حالته الطبيعية.

## استقبال الفيلم
حقق فيلم «عروس فرانكنشتاين» أرباح هائلة لشركة يونفرسال، حيث أظهر تقرير عام 1943 أن الفيلم قد حصل بحلول ذلك الوقت على ما يقرب من مليوني دولار (29.6 مليون دولار في عام 2021) للاستوديو، وصافي الربح حوالي 950 ألف دولار (14 مليون دولار اعتبارًا من عام 2021). تم الإشادة بالفيلم بشكل نقدي عند صدوره، على الرغم من أن بعض المراجعين صنفوا آرائهم بناءً على كونه مجرد فيلم رعب.
وصفت صحيفة «نيويورك ورلد تلجرام» الفيلم بأنه «ترفيه جيد من نوعه»، ووصفته صحيفة نيويورك بوست بأنه «حكاية مروعة بشعة»، وبالمثل وصفت هوليوود ريبورتر الفيلم بأنه «بهجة لمن يقدر عليه».
كتبت مجلة فارايتي: «إنه واحد من تلك الحالات النادرة التي لا يمكن لأحد أن يراجعه أو يتحدث عنه، دون ذكر المصور والمخرج الفني والملحن، وليس فقط الممثل والمخرج... أن كارلوف تمكن من استثمار الشخصية ببعض التفاصيل الدقيقة من العاطفة التي هي حقيقية بشكل مدهش ومؤثر».
كتبت المجلة الأسبوعية الأمريكية "تايم": "الفيلم يتمتع بالحيوية التي تجعل جهوده متساوية تمامًا مع الفيلم الأصلي... لقد منح مؤلفا السيناريو هيرلبوت وبالديرستون والمخرج جيمس ويل شدة مروعة مناسبة لجميع اجزاء الرعب الجيدة، لكنهم استبدلوا نوعًا غريبًا من شفقة ميكانيكية للشر المطلق الذي كان فرانكنشتاين". وافقت صحيفة أوكلاند تريبيون على أنه كان "خيالًا تم إنتاجه على نطاق رائع إلى حد ما، مع أعمال مسرحية رائعة وتأثيرات فوتوغرافية رائعة ". رأت الصحيفة اليومية الكندية "وينيبج فري برس"، ان الفيلم "كان مثيرًا ومروعًا في بعض الأحيان... كل من استمتع بفرانكنشتاين سيرحب بعروسه كخليفة جيدة". وصفت صحيفة نيويورك تايمز كارلوف بأنه "رائع جدًا في الدور... كل ما يمكن للمرء أن يقوله هو"إنه الوحش"، وأشادت الصحيفة بكامل الممثلين وإخراج ويل، وأضافت: "فيلم رعب من الدرجة الأولى"، واقترحت بصدق أن "الوحش يجب أن يصبح ايقونة، مثل تشارلي تشان (شخصية شرطي محقق من هونولولو)".
ترشح فيلم «عروس فرانكنشتاين» لجائزة الأوسكار، عن أفضل تسجيل صوتي (جيلبرت كورلاند). استمرت شهرة الفيلم ونمت في العقود التي تلت صدوره. اضيف الفيلم إلى السجل الوطني للسينما بالولايات المتحدة في عام 1998، حيث اعتبروه «مهمًا ثقافيًا أو تاريخيًا أو جماليًا».
وصفت بوابة سان فرانسيسكو الفيلم على أنه تحفة جيمس ويل، وأشادوا بالفيلم باعتباره «أفضل أفلام الرعب القوطية».
صنفت مجلة تايم الفيلم ضمن قائمة أفضل 100 فيلم على مدار الزمان، وكتب النقاد ريتشارد كورليس وريتشارد شيكل: «أن الفيلم أحد تلك التكميلات النادرة التي تتفوق بلا حدود على مصدرها».
صنفت مجلة إمباير الفيلم في 2008 كواحد من أعظم 500 فيلم في كل العصور، وفي عام 2008 أيضًا، أطلقت عليه صحيفة بوسطن هيرالد لقب ثاني أعظم فيلم رعب بعد نوسفيراتو. صنف جيمس كاريزما من مجلة بلاي بوي في عام 2016،  الفيلم في المرتبة 7 على قائمة من 15 فيلم بعنوان «تكملة أفضل بكثير من النسخ الأصلية». اعتبرت انترتينمنت ويكلي الفيلم أفضل من فرانكشتاين.
منح موقع الطماطم الفاسدة الفيلم تقييم مقداره 98% بناء على آراء 46 ناقد سينمائي، وكتب الإجماع النقدي للموقع: «صورة غريبة الأطوار، ومثيرة للإعجاب تقنيًا، ومخيف».
منح موقع ميتاكريتيك الفيلم تقييم مقداره 95% بناء على آراء 16 ناقد سينمائي.

## وصلات خارجية
https://catalog.afi.com/Catalog/moviedetails/5831 عروس فرانكنشتاين (فيلم)
https://www.imdb.com/title/tt0026138/ عروس فرانكنشتاين (فيلم)
https://www.allmovie.com/movie/v7091 عروس فرانكنشتاين (فيلم)
https://www.rottentomatoes.com/m/bride_of_frankenstein عروس فرانكنشتاين (فيلم)
https://www.tcm.com/tcmdb/title/69663/bride-of-frankenstein#overview عروس فرانكنشتاين (فيلم)